# Hydrogen Challenger (schip, 1967)
De Hydrogen Challenger is een 66 meter lange omgebouwde kusttanker voor de mobiele productie van waterstof.

## Uitrusting
Het schip is uitgerust met een verticaleaswindturbine die elektriciteit genereert voor de elektrolyse van water, voor de opslag is het schip voorzien van waterstoftanks. De totale waterstofopslag-en transportcapaciteit is 1.194 m³. De conversie werd tegen het einde van 2004 voltooid.

## Locatie
De Hydrogen Challenger is gestationeerd in de Duitse Bocht of in de buurt van Helgoland (waar de meeste wind is) en meert af in Bremerhaven, waar het waterstof afgeleverd wordt.